# Station Beckum-Neubeckum
Station Beckum-Neubeckum is een in Duitsland gelegen spoorwegstation aan de spoorlijn Neubeckum - Münster en de  spoorlijn Hannover - Hamm. Het ligt te Neubeckum, gemeente Beckum in de Kreis Warendorf in de Duitse deelstaat Noordrijn-Westfalen. 
Het station is in de jaren tot 2017 ingrijpend gemoderniseerd. Tot aan deze renovatie heette het station alleen Neubeckum. 
De volgende treinseries doen dit station aan:
| Serie      | Treinsoort                          | Route | Bijzonderheden      |
| ---------- | ----------------------------------- | --- | ------------------- |
| RE 6 (RRX) | Regional-Express (National Express) | Köln/Bonn Luchthaven – Köln Hbf – Neuss Hbf – Düsseldorf Hbf – Duisburg Hbf – Essen Hbf – Bochum Hbf – Dortmund Hbf – Hamm Hbf – Gütersloh Hbf – Bielefeld Hbf – Minden (Westf) | Rhein-Weser-Express |
| RB 69      | Regionalbahn (Eurobahn)             | Münster (Westf) Hbf – Hamm (Westf) – Gütersloh Hbf – Bielefeld Hbf | Ems-Börde-Bahn      |

Daarnaast bestaat nog de alleen voor goederentreinen in gebruik zijnde spoorlijn Neubeckum - Beckum.